# زکابر
زکابر، روستایی از توابع بخش عمارلو شهرستان رودبار در استان گیلان ایران است.

## جمعیت
این روستا در دهستان جیرنده قرار دارد و براساس سرشماری مرکز آمار ایران در سال ۱۳۸۵، جمعیت آن ۱۱۹ نفر (۲۷خانوار) بوده‌است.مردم روستای زکابر به دو زبان ترکی آذری و لکی سخن می‌گویند.